# Shiva Keshavan
Shiva Keshavan (Manali, 25 agosto 1981) è uno slittinista indiano.

## Biografia
Keshavan è nato nel 1981 a Manali da padre indiano del Kerala e madre italiana. I suoi genitori si conobbero durante una spedizione sull'Himalaya negli anni '70 ed, in seguito, aprirono un ristorante italiano nell'Himachal Pradesh. Keshavan ha frequentato la Lawrence School di Sanawar e ha sposato Namita Agarwal, sua compagna di classe nonché sua futura manager sportiva. Ha studiato scienze umane e politiche all'Università degli Studi di Firenze dove ha anche conseguito un master in relazioni internazionali.

### Carriera
Keshavan ha cominciato la sua carriera sportiva come sciatore. Nel 1995, all'età di 14 anni, ha vinto i campionati nazionali juniores di sci. L'anno successivo partecipò ad un camp di slittino a scuola condotto dal campione del mondo Günther Lemmerer. Venne selezionato come giovane promessa nello slittino e si qualificò per le Olimpiadi invernali di Nagano 1998, diventando il più giovane a qualificarsi alle Olimpiadi nello slittino.
Nel 2002, la squadra italiana di slittino gli offrì i suoi allenatori per facilitare i suoi allenamenti purché gareggiasse per l'Italia ma Keshavan si rifiutò volendo rimanere con la squadra indiana. Ciononostante si è spesso lamentato di come il Comitato Olimpico Indiano l'abbia poco aiutato; nel 2002, in occasione delle Olimpiadi, dopo aver raggiunto Montréal dovette fare l'autostop per arrivare a Salt Lake City. Nel 2006 non poté competere per alcune stagioni a causa della mancanza di fondi. In seguito, dovette affidarsi al crowdfunding su Internet e prendere parte alle gare.
Nel 2011, durante la Coppa d'Asia di slittino a Nagano vinse la medaglia d'oro. Ha rivinto la medaglia d'oro continentale l'anno successivo e nei campionati asiatici di Nagano 2016 e Altenberg 2017.
Keshavan ha partecipato alla gara di singolo alle Olimpiadi di PyeongChang 2018 disputando la sua sesta Olimpiade. Prima dei Giochi, ha avuto come allenatore lo slittinista statunitense Duncan Kennedy.